# Comté de Beaufort (Caroline du Nord)
Pour les articles homonymes, voir Comté de Beaufort et Beaufort.
Le Comté de Beaufort est un comté situé dans l'État de Caroline du Nord aux États-Unis. Au recensement de 2020, sa population était de 44 652 habitants. Son siège est la ville de Washington.
Le comté a été fondé en 1705 dans l'enceinte de Pamptecough. Il a été renommé enceinte de Beaufort en 1712 puis comté de Beaufort en 1739. Il est le 5e plus grand comté de Caroline du Nord.

## Démographie
| 1790 | 1800  | 1810  | 1820  | 1830   | 1840   |
| ---- | ----- | ----- | ----- | ------ | ------ |
| 405  | 6 242 | 7 203 | 9 850 | 10 969 | 12 225 |

| 1850   | 1860   | 1870   | 1880   | 1890   | 1900   |
| ------ | ------ | ------ | ------ | ------ | ------ |
| 13 816 | 14 766 | 13 011 | 17 474 | 21 072 | 26 404 |

| 1910   | 1920   | 1930   | 1940   | 1950   | 1960   |
| ------ | ------ | ------ | ------ | ------ | ------ |
| 30 877 | 31 024 | 35 026 | 36 431 | 37 134 | 36 014 |

| 1970   | 1980   | 1990   | 2000   | 2010   | - |
| ------ | ------ | ------ | ------ | ------ | - |
| 35 980 | 40 355 | 42 283 | 44 958 | 47 759 | - |

## Communautés
- Aurora
- Bath
- Bayview
- Belhaven
- Chocowinity
- Pantego
- Pinetown
- River Road
- Washington
- Washington Park